# Дендрохир-зебра
Дендрохир-зебра (лат. Dendrochirus zebra) — рыба семейства скорпеновых.
Вид обитает в глубоких лагунах, коралловых и скалистых рифах Красного моря и тропической Индо-Тихоокеанской области от южной и восточной Африки до Австралии, Южной Японии, Самоа, Тонга и острова Лорд-Хау на глубине от 3 до 60 м. Особенно часто он встречается на Филиппинах. Количество многих популяций резко снизилось из-за вылова ради содержания в аквариумах.
Дендрохир-зебра имеет красно-белую окраску. На теле присутствуют тёмно-красные широкие поперечные полосы. Грудные плавники большие, похожие на крылья бабочки. У основания хвоста две полосы соединены поперечной полосой, в результате чего появляется Н-образный рисунок. Первый спинной плавник имеет 13 жёстких лучей, снабжённых ядовитыми железами, центральные лучи длиннее, чем высота тела. Второй спинной плавник имеет от 10 до 11 мягких лучей. Анальный плавник имеет три жёстких и шесть-семь мягких лучей. Его жёсткие лучи, как и единственный жёсткий луч брюшных плавников, соединены с ядовитыми железами. На жаберной крышке внизу имеется тёмное пятно. Длина тела около 18 сантиметров. Самцы крупнее самок и имеют более крупную голову.
Самцы живут поодиночке, самки — в небольших группах. В течение дня они укрываются в пещерах. Некоторые популяции живут в ассоциации с губками Xestospongia testudinaria. Питаются в основном мелкими ракообразными: в содержимом желудочного тракта при исследованиях 80 % составляли креветки, 10 % — крабы, 10 % — равноногие ракообразные; имелось также несколько мелких рыб, таких как помацентровые и апогоновые. Дендрохиры-зебры мечут икру после захода солнца и до его восхода. Пелагические личинки дрейфуют на большие расстояния с водным течением.